# Неппово (платформа)
Не́ппово — остановочный пункт Октябрьской железной дороги в Кингисеппском районе Ленинградской области на линии Калище — Веймарн. Расположена в деревне Неппово.
Текущее состояние: не используется.
Платформа: низкая.